# Alchemilla galpinii
Alchemilla galpinii är en rosväxtart som beskrevs av Lucien Leon Hauman och Balle. Alchemilla galpinii ingår i släktet daggkåpor, och familjen rosväxter. Inga underarter finns listade i Catalogue of Life.